# Karjalansaari (ö i Södra Savolax, Pieksämäki)
Karjalansaari är en ö i Finland. Den ligger i sjön Iso-Mäntynen och i kommunen Jockas i den ekonomiska regionen  Pieksämäki ekonomiska region  och landskapet Södra Savolax, i den södra delen av landet, 250 km nordost om huvudstaden Helsingfors. Öns area är 3,1 hektar och dess största längd är 330 meter i öst-västlig riktning.